# Herniaria urrutiae
Herniaria urrutiae är en nejlikväxtart som beskrevs av J. M. Perez Dacosta och P.M. Uribe-echebarria Diaz. Herniaria urrutiae ingår i släktet knytlingar, och familjen nejlikväxter. Inga underarter finns listade i Catalogue of Life.